# U-3 (tàu ngầm Đức) (1935)
U-3 là một tàu ngầm duyên hải  Lớp Type II được Hải quân Đức Quốc Xã chế tạo trước Chiến tranh Thế giới thứ hai sau khi bãi bỏ những điều khoản của Hiệp ước Versailles vốn cấm Đức sở hữu tàu ngầm. Những tàu ngầm Type II vốn quá nhỏ để có thể tiến hành các chiến dịch cách xa căn cứ nhà, nên U-3 đã đảm nhiệm vai trò tàu huấn luyện tại các trường tàu ngầm Đức. Được huy động do tình trạng thiếu hụt tàu ngầm sau khi xung đột bùng nổ, nó thực hiện năm chuyến tuần tra và đánh chìm hai tàu buôn với tổng tải trọng 2.348 tấn, cũng như hỗ trợ cho Chiến dịch Weserübung nhằm chiếm đóng Na Uy trước khi quay lại vai trò huấn luyện tại khu vực biển Baltic. U-3 bị loại bỏ tại Neustadt, Schleswig-Holstein vào tháng 8, 1944 và bị tháo dỡ sau chiến tranh.

## Thiết kế và chế tạo
Tàu ngầm Type II được thiết kế dựa theo kiểu tàu ngầm CV-707, vốn được thiết kế bởi công ty Hà Lan NV Ingenieurskantoor voor Scheepsbouw Den Haag (I.v.S), Chúng có trọng lượng choán nước 254 t (250 tấn Anh) khi nổi và 303 t (298 tấn Anh) khi lặn); tuy nhiên tải trọng tiêu chuẩn được công bố chỉ có 250 tấn Anh (254 t). Chúng có chiều dài chung 40,90 m (134 ft 2 in), lớp vỏ trong chịu áp lực dài 27,80 m (91 ft 2 in), mạn tàu rộng 4,08 m (13 ft 5 in), chiều cao 8,60 m (28 ft 3 in) và mớn nước 3,83 m (12 ft 7 in).
Chúng trang bị hai động cơ diesel MWM RS 127 S 6-xy lanh 4 thì công suất 700 mã lực mét (510 kW; 690 shp) để đi đường trường và hai động cơ/máy phát điện Siemens-Schuckert PG VV 322/36 tổng công suất 360 mã lực mét (260 kW; 360 shp) để lặn, hai trục chân vịt và hai chân vịt đường kính 0,85 m (3 ft). Các con tàu có thể lặn đến độ sâu 80–150 m (260–490 ft). Chúng đạt được tốc độ tối đa 13 kn (24 km/h) trên mặt nước và 6,9 kn (12,8 km/h) khi lặn, với tầm hoạt động tối đa 1.600 nmi (3.000 km) khi đi tốc độ đường trường 8 kn (15 km/h), và 35 nmi (65 km) ở tốc độ 4 kn (7,4 km/h) khi lặn.
Vũ khí trang bị bao gồm ba ống phóng ngư lôi 53,3 cm (21 in) trước mũi, mang theo tổng cộng năm quả ngư lôi hoặc cho đến 12 quả thủy lôi TMA. Một pháo phòng không 2 cm (0,79 in) cũng được trang bị trên boong tàu. Thủy thủ đoàn bao gồm 25 sĩ quan và thủy thủ.
U-3 được đặt hàng vào ngày 2 tháng 2, 1935. Nó được đặt lườn tại xưởng tàu của hãng Deutsche Werke tại Kiel vào ngày 11 tháng 2, 1935, hạ thủy vào ngày 19 tháng 7, 1935 và nhập biên chế cùng Hải quân Đức Quốc Xã vào ngày 6 tháng 8, 1935 dưới quyền chỉ huy của Hạm trưởng, Trung úy Hải quân Hans Meckel.

## Lịch sử hoạt động
Do tầm xa hoạt động ngắn, U-3 chỉ đảm nhiệm vai trò tàu huấn luyện tại các trường tàu ngầm Đức trong biển Baltic trước Thế Chiến II. Tuy nhiên, do tình trạng thiếu hụt tàu ngầm sau khi xung đột bùng nổ, nó được huy động vào tác chiến và thực hiện tổng cộng năm chuyến tuần tra trong chiến tranh. Chuyến thứ hai được thực hiện dọc theo bờ biển quần đảo Anh. Trong chuyến tuần tra thứ ba, dưới quyền Hạm trưởng Trung úy Hải quân Joachim Zander, vào ngày 30 tháng 9, 1939, nó đã đánh chìm tàu buôn Đan Mạch Vendia (1.150 tấn)  và tàu buôn Thụy Điển Gun (1.198 tấn)  trong eo biển Skagerrak 30 nmi (56 km) về phía Tây Bắc Hanstholm. Cùng trong ngày này nó chạm trán với tàu ngầm Anh HMS Thistle (N24); U-3 phóng một quả ngư lôi nhắm vào Thistle nhưng bị trượt.
Đến tháng 4, 1940, trong chuyến tuần tra thứ năm, U-3 đã hỗ trợ cho Chiến dịch Weserübung nhằm chiếm đóng Na Uy. Nó lại đụng độ với tàu ngầm Anh HMS Porpoise (N14) vào ngày 16 tháng 4. Tại vị trí 10 nmi (19 km) về phía Tây Egersund, Porpoise đã phóng một loạt sáu quả ngư lôi nhắm vào mục tiêu mà nó cho là chiếc U-1 nhưng hoàn toàn không trúng đích.
U-3 sau đó quay trở lại vai trò huấn luyện cho đến khi được cho ngừng hoạt động tại Neustadt, Schleswig-Holstein vào ngày 1 tháng 8, 1944, và bị loại bỏ để tháo dỡ làm nguồn phụ tùng. Sau khi chiến tranh kết thúc, nó bị lực lượng Anh chiếm giữ vào ngày 3 tháng 5, 1945 và tháo dỡ vào cuối năm đó.

### Tóm tắt chiến công
U-3 đã đánh chìm hai tàu buôn với tổng tải trọng 2.348 gross register tons (GRT):
| Ngày             | Tên tàu | Quốc tịch | Tải trọng | Số phận      |
| ---------------- | ------- | --------- | --------- | ------------ |
| 30 tháng 9, 1939 | Vendia  | Denmark   | 1.150     | Bị đánh chìm |
| 1 tháng 10, 1939 | Gun     | Sweden    | 1.198     | Bị đánh chìm |